# Neoclytus justini
Neoclytus justini là một loài bọ cánh cứng trong họ Cerambycidae.